# Paul Jacobson

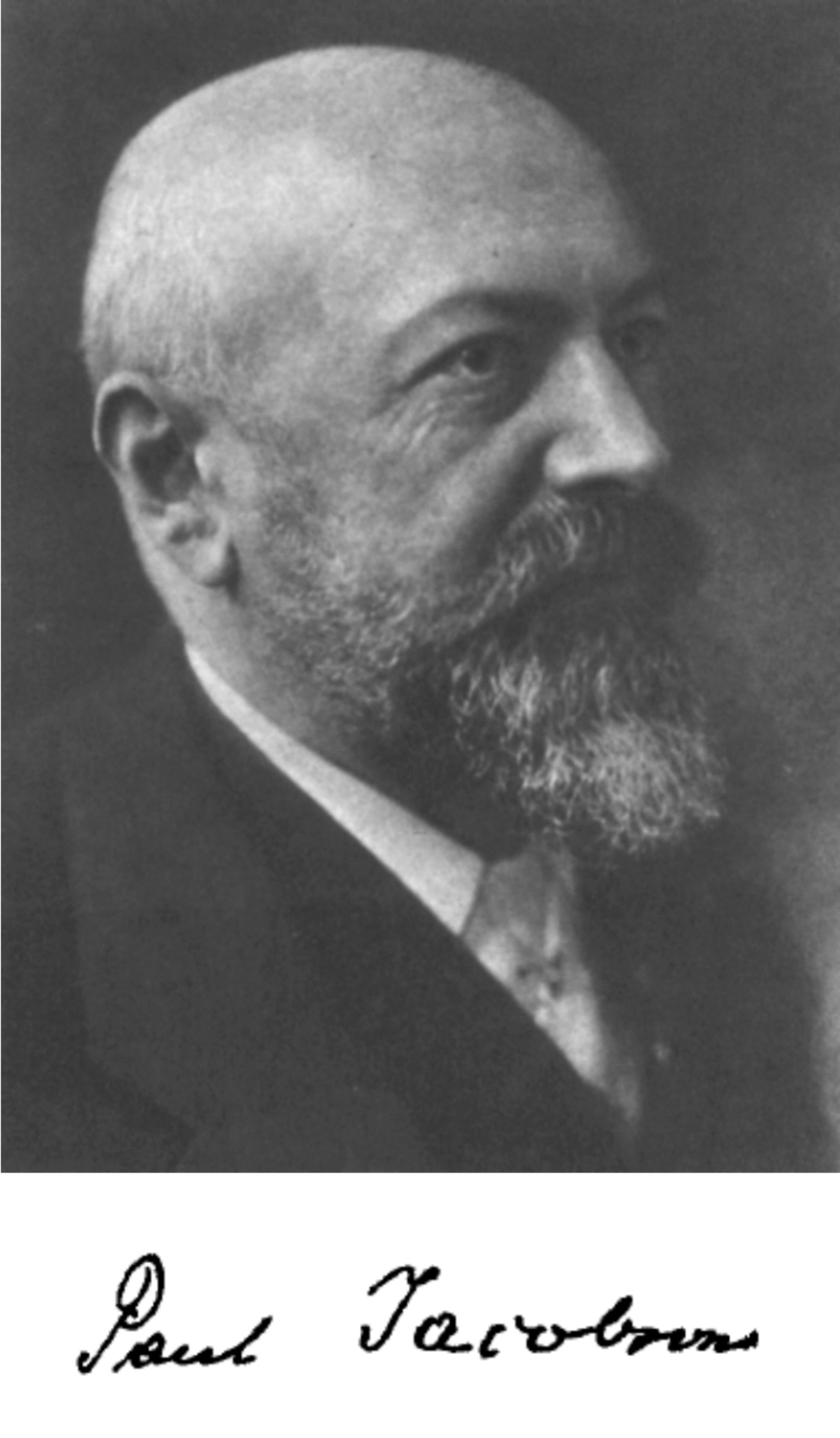

Paul Heinrich Jacobson (* 5. Oktober 1859 in Königsberg; † 25. Januar 1923 in Berlin) war ein deutscher Chemiker. Er arbeitete über Azo- und Hydrazoverbindungen sowie über Mercaptane und Semidine.

## Leben
Paul Jacobsons Vater war der Berliner Medizin-Professor Heinrich Jacobson (1826–1890). Sein Bruder, Louis Jacobson (1852–1905) wurde Ohrenarzt und Professor für Otologie.
Paul Jacobson studierte ab 1877 Chemie an der Universität Heidelberg und ab 1880 an der Technischen Hochschule Berlin (damals Gewerbeakademie) bei Carl Liebermann im organischen Laboratorium. Nachdem er 1882 an der Universität zum Dr. phil. promoviert hatte, wurde er Unterrichtsassistent an der Gewerbeakademie in Berlin und 1885 Chemiker bei Kunheim & Co. in Berlin (Niederschöneweide). 
1886 ging er an die Universität Göttingen zu Victor Meyer, wo er sich im Folgejahr habilitierte. 1889 wurde er Privatdozent und 1891 a. o. Prof. für pharmazeutische Chemie in Heidelberg. 1892 entdeckte er die von ihm so genannte Semidin-Umlagerung (vgl. Benzidin-Umlagerung). Außerdem befasste er sich mit schwefelhaltigen Heterocyclen, so den Naphthalin-Analoga (also mit zwei Ringen) des von Victor Meyer entdeckten Thiophen. 
1896 wurde Jacobson Generalsekretär der Deutschen Chemischen Gesellschaft (DChG) und gab ab 1897 deren Berichte heraus. Von 1900 bis 1906 gab er fünf Ergänzungsbände zu Beilsteins Handbuch der Organischen Chemie heraus, wofür er 1896 von der DChG beauftragt worden war. 1911 gab er den Posten des Generalsekretärs der DChG auf und wurde wissenschaftlicher Leiter der Abteilung für chemische Sammelliteratur der Deutschen Chemischen Gesellschaft.  Er bereitete noch die 4. Auflage des Beilstein mit Bernhard Prager vor (das „Hauptwerk“) mit dem noch heute verwendeten Beilstein-System. 1919 legte er die Herausgabe nieder, wirkte aber weiter am Beilstein mit. Schon vorher fand er wegen anderweitiger Auslastung immer weniger Zeit für den Beilstein, dessen Herausgabe-Tätigkeit ab 1907 (dem Abschluss der Ergänzungsbände der 3. Auflage) bei Prager lag, den er 1899 in die Beilstein-Redaktion geholt hatte.
Mit Victor Meyer verfasste er das mehrbändige Lehrbuch der Organischen Chemie, das ab 1891 erschien und nach dem Tod von Meyer 1897 von ihm allein betreut wurde. 
1921 wurde er a.o. Prof. für Chemie an der Universität in Berlin.